# Flemming Østergaard
Flemming Østergaard (ur. 31 października 1943 w Frederiksberg) – duński biznesmen, znany bardziej jako długoletni prezes Parken Sport & Entertainment, który jest właścicielem klubu piłkarskiego F.C. Kopenhaga.
W latach osiemdziesiątych doznał obrażeń nóg w wyniku wypadku samochodowego. Chociaż lekarz powiedział mu, że już nigdy nie będzie chodził, odmówił poddania się, udało mu się pracować i trenować nogę, dzięki czemu nie tylko znowu chodził, ale także mógł wygrać mistrzostwo klubu w swoim klubie tenisowym.